# مارينا هانشاروفا
مارينا هانشاروفا (البيلاروسية: Марына Сяргееўна Ганчарова؛ Łacinka: Maryna Siarhiejeŭna Hančarova؛ الروسية: Марина Сeringеевна Гончарова؛ من مواليد 27 فبراير 1990، مينسك) هي لاعبة جمباز إيقاعي بيلاروسية شاركت في المجموعة. الأحداث. هي الحائزة على الميدالية الفضية الأولمبية الشاملة لعام 2012 مع أعضاء المجموعة ناستاسيا إيفانكوفا، وألينا توميلوفيتش، وناتاليا ليشيك، وألكساندرا ناركيفيتش، وكسينيا سانكوفيتش. وهي أيضًا بطلة المجموعة العالمية لعام 2013 وبطلة أوروبا لعام 2012 في 3 أشرطة / حلقتين.